# Никифоров, Никифор (министр)
Никифор Петров Никифоров (болг. Никифор Петров Никифоров 12 апреля 1858, Ловеч, Османская империя — 12 августа 1935, София , Третье Болгарское царство) — болгарский военный деятель, Генерал-лейтенант болгарской армии (1912), военный министр Болгарии (16 марта 1911 — 1 июня 1913). дипломат.

## Биография
Родился в семье богатого купца. Обучался в Германии и Австрии. После возвращения на родину, помогал отцу в торговле.
В 1879 году окончил Военное училище в Софии (ныне Национальный военный университет имени Васила Левского). С 1881 года служил командиром роты в пехотном полку. В 1883 году был отправлен в Одессу для прохождения стажировки в русской армии, через год окончил офицерскую стрелковую школу в Ораниенбурге (Россия).
Участвовал в сербско-болгарской войне 1885 года в качестве командира 6-го пехотного полка. В 1886 году принимал участие в подавлении Государственного переворота в Болгарии, направленного на свержение князя Александра Баттенберга. В 1887 году был назначен командиром 9-го стрелкового полка, а затем, 4-й стрелковой бригады.
С 1890 по 1894 год — инспектор пехоты, в 1895 году непродолжительное время командовал 4-й Преславской пехотной дивизией. 3 августа 1895 г. он был произведен в чин полковника и назначен начальником административного управления и канцелярии военного министерства (1895—1904), в 1900 г. произведен в чин генерал-майора.
С 1904 по 1910 год служил дипломатическим агентом (после 1909 г. — полномочный министр) Болгарии в Германии и Саксен-Кобург-Гота.
После возвращения в Болгарию, Никифор Никифоров стал военным министром. Накануне Первой Балканской войны был повышен в звании до генерал-лейтенанта . После Балканской войны в августе 1913 г. ушёл в запас.

## Воинские звания
- Прапорщик (1879)
- Подпоручик (1879)
- Поручик (1882)
- Капитан (1885)
- Майор (1887)
- Подполковник (1891)
- Полковник (1895)
- Генерал-майор (1900)
- Генерал-лейтенант (1912)